# 役立たずと言われたので、わたしの家は独立します! 〜伝説の竜を目覚めさせたら、なぜか最強の国になっていました〜
『役立たずと言われたので、わたしの家は独立します！ 〜伝説の竜を目覚めさせたら、なぜか最強の国になっていました〜』（やくたたずといわれたので わたしのいえはどくりつします でんせつのりゅうをめざめさせたら なぜかさいきょうのくにになっていました）は、遠野九重による日本のライトノベル。もともとは2020年5月7日から小説投稿サイト「小説家になろう」にて連載されていたが、2021年3月11日に公開を停止した。書籍版は2021年1月からカドカワBOOKS（KADOKAWA）より出版されている。
黒野ユウによる漫画版『役立たずと言われたので、わたしの家は独立します！』が電子雑誌『B's-LOG COMIC』（KADOKAWA）にてVol.98（2021年3月5日発売）より連載中。

## 既刊一覧

### 小説
- 遠野九重（著）・阿倍野ちゃこ（イラスト） 『役立たずと言われたので、わたしの家は独立します！ 〜伝説の竜を目覚めさせたら、なぜか最強の国になっていました〜』KADOKAWA〈カドカワBOOKS〉、既刊7巻（2023年9月8日現在）
  1. 2021年1月9日発売[5]、ISBN 978-4-04-073888-8
  2. 2021年6月10日発売[6]、ISBN 978-4-04-074133-8
  3. 2021年11月10日発売[7]、ISBN 978-4-04-074304-2
  4. 2022年3月10日発売[8]、ISBN 978-4-04-074451-3
  5. 2022年9月9日発売[9]、ISBN 978-4-04-074664-7
  6. 2023年3月10日発売[10]、ISBN 978-4-04-074891-7
  7. 2023年9月8日発売[11]、ISBN 978-4-04-075132-0

### 漫画
- 遠野九重（原作）・阿倍野ちゃこ（キャラクター原案）・黒野ユウ（著） 『役立たずと言われたので、わたしの家は独立します！』 KADOKAWA〈B's-LOG COMICS〉、既刊6巻（2025年1月31日現在）
  1. 2021年6月10日発売[12]、ISBN 978-4-04-736735-7
  2. 2022年7月1日発売[13]、ISBN 978-4-04-737093-7
  3. 2023年3月1日発売[14]、ISBN 978-4-04-737382-2
  4. 2023年9月29日発売[15]、ISBN 978-4-04-737667-0
  5. 2024年7月1日発売[16]、ISBN 978-4-04-738032-5
  6. 2025年1月31日発売[17]、ISBN 978-4-04-738287-9